# Sonic y los Anillos Secretos
Sonic y los Anillos Secretos, en inglés Sonic and the Secret Rings (ソニックと秘密のリング, Sonikku a Himitsu no Ringu), es un videojuego desarrollado por Sonic Team y publicado por Sega como parte de la serie de Sonic the Hedgehog. Fue lanzado el 20 de febrero de 2007 exclusivamente para Wii en América del Norte; el 2 de marzo en Europa; y el 15 de marzo en Japón. Fue el primer juego de Sonic para Wii. Es un videojuego de acción y plataformas tridimensional cuya trama sigue al protagonista de la serie, Sonic el erizo, en una búsqueda para detener un genio del mal llamado Erazor Djinn. 
El productor Yojiro Ogawa concibió el juego para aprovechar las capacidades del Wii Remote. Eligió el tema de Las mil y una noches, usando elementos, personajes y músicas influenciadas por esta. Tras el lanzamiento, el juego fue generalmente bien recibido, en contraste con sus predecesores. Los analistas elogiaron los gráficos pero criticaron sus controles y una dificultad incoherente. Vendió 83.000 copias en su primer mes y siguió en las listas de más vendidos a lo largo del año. Sega lanzó una secuela en marzo de 2009, Sonic y el Caballero Negro; los dos forman lo que se conoce como la serie de cuentos .

## Argumento
La historia comienza con la siesta de Sonic, estaba durmiendo cuando a su lado apareció un anillo y de él, salió Shahra la genio del anillo y dice que su mundo del libro (Las Mil y Una Noches) se está destruyendo por un genio malvado llamado Erazor Djinn y que sólo el "legendario erizo azul" como dice en las historias puede detenerlo. Shahra da a Sonic un anillo que sella un contrato entre ella y su nuevo amo. Sonic se frota con las instrucciones, y se le pide un deseo. Él estornuda de un resfrío y pide un pañuelo. Y Sharha le da una montaña de ellos. Después de hacerlo, desea viajar en el mundo de las Mil y una Noches. 
Cerca del comienzo de la historia, mientras que Sonic viaja en el interior del túnel del libro de Páginas, Erazor Djinn (el malvado del que hablaba Shahra) enfoca a Sonic y Sonic recibe un disparo en el pecho con una flecha de fuego que se quema lentamente a cabo como un fusible. 
Erazor le dice a Sonic que le quitará la maldición si Sonic trae los siete Anillos Mundiales que están Sonic conoce a Erazor
repartidos en todo el mundo del libro. Si no lo hace la flecha se quema hasta que finalmente se extingue junto con la fuerza de la vida de Sonic. 
Con su vida en juego, Sonic se dirige a localizar los Anillos Mundiales que Erazor pidió. Shahra sigue yendo a lo largo de la jornada de Sonic, sintiéndose culpable por haberlo involucrado. 
Y así, Sonic se pone en marcha en el mundo de las Mil y Una Noches con el objetivo de localizar los siete Anillos Mundiales, con la esperanza de comprender el misterio de su poder. 
Sonic primero piensa que Eggman está detrás de toda la trama para borrar el mundo Mil y Una Noches y los intentos de que se trate. Shahra lo detiene. Después de una breve charla, el rey Shahryar se precipitó por un pterosaurio "al mando de Erazor", Sonic corre hasta él y le salva de mala gana. Esta escena conduce al otro mundo, Jungla de los Dinosaurios. Dependiendo de qué niveles el jugador decide ir, Sonic o irán directamente a la Jungla de los Dinosaurios, o ir a más en el Oasis de Arena para cumplir con Ali Baba (cuyo verdadero contrapartida en el mundo es Tails) y lucha contra el jefe del mundo, el Escorpión de Arena que tiene una de los siete anillos mundiales de Sonic debe reunir. Después de recoger el Anillo Mundial Amarillo de los restos del monstruo, se revela que todo el que recoge los siete anillos mundiales es ofrecido como un sacrificio para abrir una puerta de enlace entre los mundos.  Después de Sonic despeja el mundo, se pasa a la fundición del mal, un grande de metal, de fábrica, como etapa en la que Sonic se enfrenta Erazor, que convoca el Golem Ifrit, un gigante de fuego. Sonic y Shahra decide escapar en lugar de enfrentar el Ifrit abrumadoramente poderoso. Ali Babá piensa que debe encontrar a su amigo, el sabio Simbad, para ayudarles a derrotar al Ifrit. Sonic y Shahra van a las Ruinas Levitadas y ven a Simbad (la contraparte de Knuckles) que les dice que la mejor manera de destruir el Ifrit es, "un poco de agua sobre él". Sonic se ríe de su planteamiento provocando una disputa entre los dos personajes, emulando a su naturaleza del mundo real. Ali Baba se pone entre los dos para detener la lucha y dice que el único problema con ese plan era conseguir agua suficiente para detener a Golem Ifrit. Simbad responde que estaba a la parte antes de ser interrumpido, diciendo que sería capaz de obtener agua suficiente para vencer al Ifrit con el Anillo Mundial de Agua, un anillo que Simbad utiliza para controlar las tormentas antes de que fuera robado por los piratas.
Después de una batalla difícil, Sonic derrota al Ifrit, pero encuentra una bomba de tiempo. Escapan y lanzan la bomba de tiempo en el aire. Se explota, revelando el Anillo Mundial Rojo. Como Sonic ocupa el anillo, se da cuenta de que esa era la causa de la ira del Golem Ifrit. Los siete Anillos Mundiales contienen diversas emociones (este anillo en particular que contiene la rabia). Sonic se dirige a la Esqueleto Cúpula y cumple con los mandados del Rey Salomón, que se ha convertido en un cráneo flotando gracias a Erazor Djinn. Sonic está de acuerdo para hacer frente a los cuarenta ladrones resucitados y devolver al rey su cuerpo original de nuevo. El rey Salomón le dice a Sonic que debe hacer frente a Erazor en su guarida, a sabiendas de que Erazor se dice que es un genio de la lámpara, al igual que Shahra es Genio del Anillo. El Rey Salomón le dice a Sonic que está sintiendo que la muerte se acerca. Sonic entonces va a la fase final, el Palacio Nocturno, donde reside Erazor. Después de varios obstáculos difíciles, Sonic encuentra y se enfrenta a Erazor Djinn. Es la decisión del jugador si quiere ir a buscar el Anillo Mundial Morado (el último) o enfrentar a Erazor. Sonic dice que el Anillo Mundial Morado contiene la tristeza. Shahra revela que Erazor es el genio de Aladinn y la Lámpara Mágica y le revela que ella había estado con Erazor tiempo atrás. Después de una acalorada batalla, Erazor es derrotado por Sonic. Sin embargo, antes de que pueda ser completamente derrotado, se escapa a través de una puerta. El bloqueo sólo puede ser abierto por los siete Anillos Mundiales, por lo que Sonic regresa a los diferentes mundos de las Mil y Una Noches para localizar el resto de los anillos.
Después de Sonic recopila los anillos, la puerta se abre y el "Último Capítulo" se revela como otro misión bajo el Palacio Nocturno. En la última historia, Erazor convence Shahra a darle los siete Anillos Mundiales que ella y Sonic han recogido. Shahra cumple y revela que ella y Erazor alguna vez estuvieron juntos y que ella quiere volver a estar con él. Sonic frota su anillo y le dice a Shara que haga lo que "siente que es correcto", lo que se desmaya ya que no sabe que opción elegir. Erazor trata de sacrificar a Sonic, el colector de los Anillos Mundiales, con el fin de lograr su plena potencia y el aumento de la capacidad del creador. Sin embargo, Shahra bloquea a Sonic y Erazor la mata en el lugar de Sonic. Sonic hace un el último deseo de Shahra pidiéndole que "no muera, y que las cosas vayan de nuevo a la forma en que estaban". A pesar de que no tiene la facultad de conceder el deseo, la reliquia misteriosa regresa a su estado original. 
Poco después, Erazor absorbe el poder de los siete Anillos Mundiales y se transforma en Alf Layla Wa-Layla. Sin embargo, su transformación no es más completa que se requiere el sacrificio y la absorción de Sonic, el colector de los Anillos. De repente, tres de los Anillos Mundial (tristeza, rabia y odio, que eran sus sentimientos en el tiempo) en infusión con Sonic, lo que le causó a someterse a una transformación radical hacia una nueva forma: Darkspine Sonic. 
Después de una última batalla feroz, Sonic destruye a Alf Layla Wa-Layla y Erazor vuelve a su estado original aunque es inmortal, así como Sonic quien también desactiva su transformación. Sonic, ahora con el control de la lámpara mágica de Erazor le recuerda que tiene tres deseos disponibles: como primer deseo, pide que Shahra regrese a la vida, luego como segundo deseo, pide regresar el mundo a la normalidad y como tercer y último pide Erazor ser encarcelado y sellado en la lámpara mágica para siempre. Ante esto, Erazor es absorbido por la potencia de la lámpara para conceder los 3 deseos de Sonic, incluso a pesar de que expresa una negación de hacerlo, después de lo cual, es sellado en su lámpara para siempre (durante los créditos, no parece haber una inyección de Sonic tirar la lámpara de Erazor en el pozo de lava de la que el Golem Ifrit surge). Tras el conflicto, Shahra aunque vuelve a la vida, sigue sin superar el dolor de su traición a Sonic, por lo que el erizo velocista entiende esto y desea una montaña de pañuelos, donde Sonic dice que los use "para que pueda llorar por el tiempo que ella necesita", conmovedoramente aludiendo al inicio de la historia. 
Después de los créditos, Shahra, como la narradora, dice que Sonic corrió sin parar hasta que encontró su camino de regreso a su propio mundo. Se dice que han tenido muchas aventuras en el camino, algunas de ellas con Ali Baba y Simbad, pero Shahra dice que estas historias son "para otro momento". A continuación, se despide de agradecimiento tocando a Sonic, el "erizo azul legendario". Después de la segunda créditos rollo, una escena se ve en el libro Mil y Una Noches muestra el comienzo de "Aladinn y la lámpara Mágica". Los cambios de título en "Sonic y los Anillos Secretos".

## Personajes principales
- Sonic
- Shara
- Erazor Djjin

## Personajes del modo multijugador
- Sonic the Hedgehog
- Miles "Tails" Prower
- Knuckles the Echidna
- Amy Rose
- Shadow the Hedgehog
- Blaze the Cat
- Silver the Hedgehog
- Cream the Rabbit

## Modo multijugador
El Modo Multijugador está basado en minijuegos donde se eligen a algunos de los personajes para jugar, además de desbloquear personajes jugables, minijuegos etc.

## Zonas o niveles
- Lost Prologue — (Sirve como entrada al mundo de Las mil y una noches, que está lleno de papel arremolinado)
- Sand Oasis — (Un desierto gigante)
- Dinosaur Jungle — (Una isla llena de dinosaurios)
- Evil Foundry — (Una industria ardiente medieval de un antiguo reino)
- Levitated Ruin — (Es un montón de ruinas de pueblos construidos sobre la parte posterior de fósiles gigantes parecidos a mantas voladoras (denominados Rukh por Ali-Baba) que vuelan en la atmósfera)
- Pirate Storm — (Un abordaje del pirata Barbanegra)
- Skeleton Dome — (Es un área de cementerios disecados de lo que alguna vez fueron las minas del rey Salomón)
- Night Palace — (Un palacio a punto de derrumbarse)